# Ålkista
Ålkista, är en fast stående fångstinrättning, avsedd för fånga ål som vandrar nedför strömdragen till havet, och därför ofta placerad vid strömmars utlopp ur sjöar. Den består av en kortare eller längre vattenränna med fall nedåt kistan och försedd med en lucka så att vattnet kan avstängas vid vittjningen. Kistan (ålkaret), är fyrkantig, ofta uppförd av timmer eller av brädor och försedd med gallerbotten för vattnets avlopp, men tillräckligt tät, för att ålen som kommer med strömmen, ska hållas kvar. Anordningarna växlar efter lokala förhållanden.